# ФФС арена
ФФС арена (швед. Färs & Frosta Sparbank Arena) је вишенаменска арена која се углавном користи за рукометне утакмице и јавне догађаја у Лунду, Шведска. Она има капацитет за 3.000 гледалаца на спортским догађајима, а 4.000 за концерте. Ова арена је домаћинско место за пар тимова који се такмиче у Шведској рукометној лиги, а такође је била домаћин неких утакмица на Светском првенству у рукомету 2011. Изграђена је 2007. године, а њена изградња је укупно коштала 185 милиона шведских круна.